# Orthosia porosa
Orthosia porosa là một loài bướm đêm trong họ Noctuidae.